# Wettringen, Ansbach
Wettringen là một đô thị ở huyện Ansbach bang Bayern nước Đức. Đô thị Wettringen, Bavaria có diện tích 21,46 km², dân số thời điểm ngày 31 tháng 12 năm 2006 là 947 người.